# (9472) Bruges
(9472) Bruges ist ein Asteroid des Hauptgürtels, der am 26. Juli 1998 vom belgischen Astronomen Eric Walter Elst am La-Silla-Observatorium (IAU-Code 809) der Europäischen Südsternwarte in Chile entdeckt wurde.
Der Asteroid wurde nach der belgischen Stadt Brügge benannt, der Hauptstadt der Provinz Westflandern und Bischofssitz der katholischen Kirche für das Bistum Brügge.